# Manuel de Escandón
José Manuel María del Corazón de Jesús Escandón y Barrón (13. august 1857 – 13. december 1940) var en mexicansk polospiller som deltog i OL 1900 i Paris.
Escandón vandt en bronzemedalje i polo under OL 1900 i Paris. Han var med på det mexicanske hold som kom på en tredjeplads i poloturneringen.
Hans brødre Eustaquio de Escandón og Pablo de Escandón var også med på holdet.